# Orixá

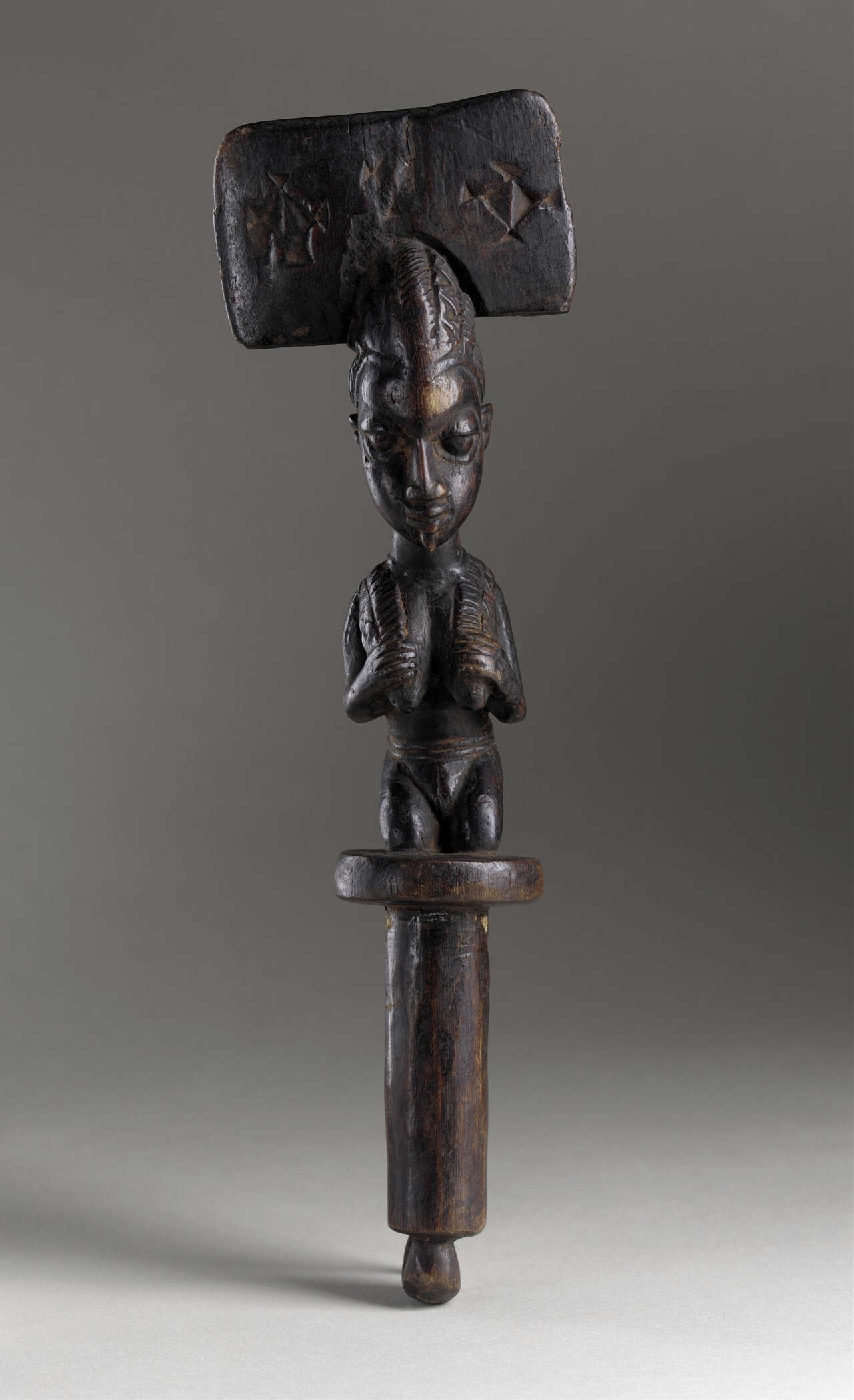
Bastonul de dans, discipol din Xango - Muzeul de Artă Districtual, Los Angeles.

Orixás ([orisha], yoruba Òrìṣà) sunt considerați, de către populațiile afro-americane din America de Sud, strămoși africani deveniți divinități, deoarece, în timpul vieții lor pe pământ, se presupune că au obținut controlul asupra fenomenelor naturii, cum ar fi fulgerul, ploaia, copacii, minereurile, cât și controlul asupra meșteșugurilor și condițiilor cum ar fi agricultura, pescuitul, metalurgia, războiul, maternitatea, sănătatea. Pentru ei, punctele forte ale naturii, manifestările și arhetipurilel, au caracteristici similare cu cele ale ființelor umane, deoarece se manifestă prin emoții precum furia, gelozia, excesul de iubire, pasiunea. Fiecare orixá are un sistem simbolic special compus din: culori, alimente, cântece, rugăciuni, ambient, ofrande, spații fizice și chiar orare. 
Ca urmare a sincretismului, care a avut loc în perioada sclaviei, cu impunerea catolicismului  în rândul negrilor, fiecare orixá a fost asociat cu un sfânt catolic, pentru a menține orixás vii și pentru a nu-și pierde dreptul la cultul propriu. Ei au fost nevoiți să-i deghizeze sub pretextul sfinților catolici, cărora li se închină numai de formă. 
Începând cu 2005, pădurea sacră a orixei - Osun - este patrimoniu mondial UNESCO, iar oracolul Ifá al orixá (al sfântului) Orunmila este una din capodoperele omenirii, el făcând parte din Patrimoniul Cultural Imaterial al Umanității. 

## Istorie

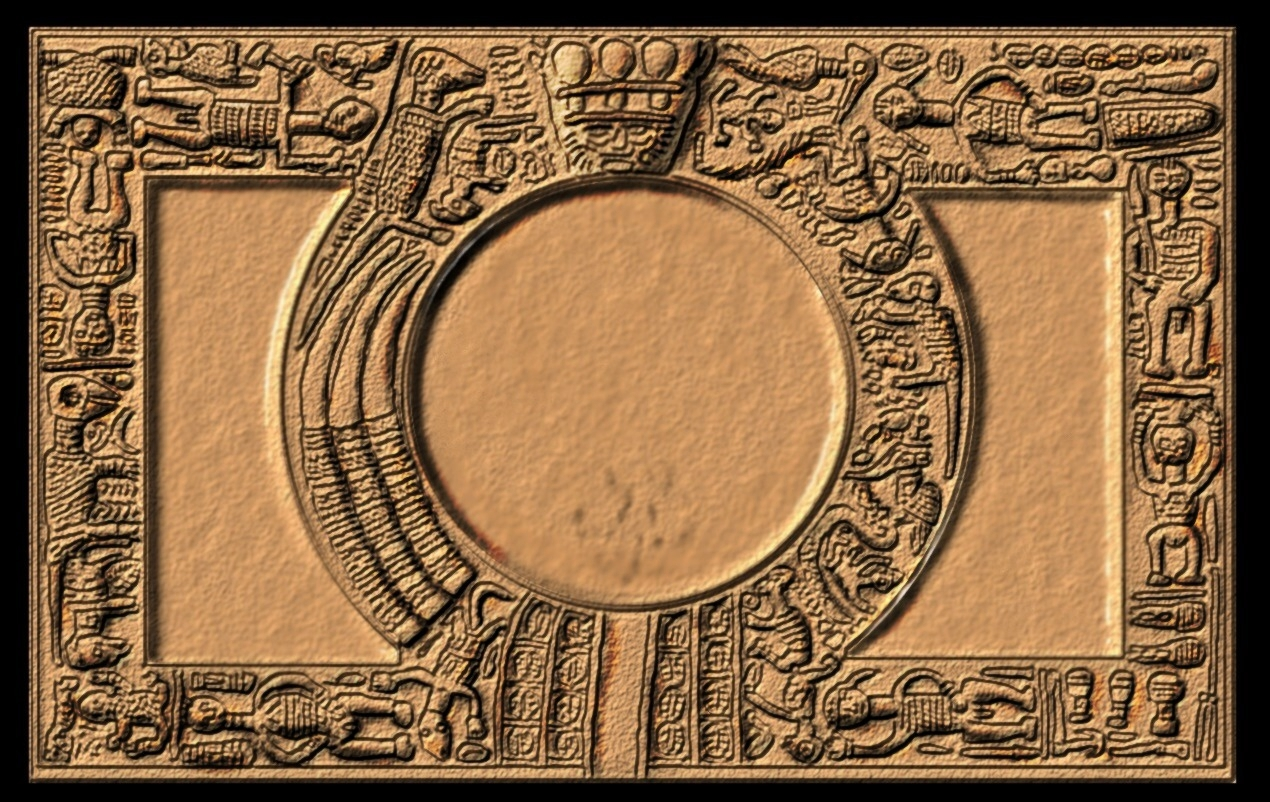
Ifá - Religie tradițională

Există o varietate de culte în cadrul cultului orixá-lelor: Ifá, Egungun, Orixá, vodun și Nkisi sunt separate după tipul de inițiere sacerdotală. 
- Închinarea Ifá inițiază doar Babalawos, nu intră în transă .
- Închinarea egungună inițiază doar Babaojés, nu intră în transă.
- Candomblé Ketu inițiază Iaôs, intră în transă cu Orixá.
- Candomblé Jeje inițiază Vodunsis, intră în transă cu Voodu .
- Candomblé Bantu inițiază Muzenzas, intră în transă cu Nkisi .

În fiecare templu religios se adoră toate orixá-urile, deosebindu-se prin faptul că, în casele mari, există o cameră separată pentru fiecare orixá; în casele mai mici sunt adorate într-o cameră sfântă.
Unele orixas sunt așezate doar în templu pentru a fi venerate de comunitate, de exemplu: Odudua, Oranian, Olokun, Olossa, Baiani, Iyami-Ajé care nu inițiază Iaôs pentru aceste orixas. 

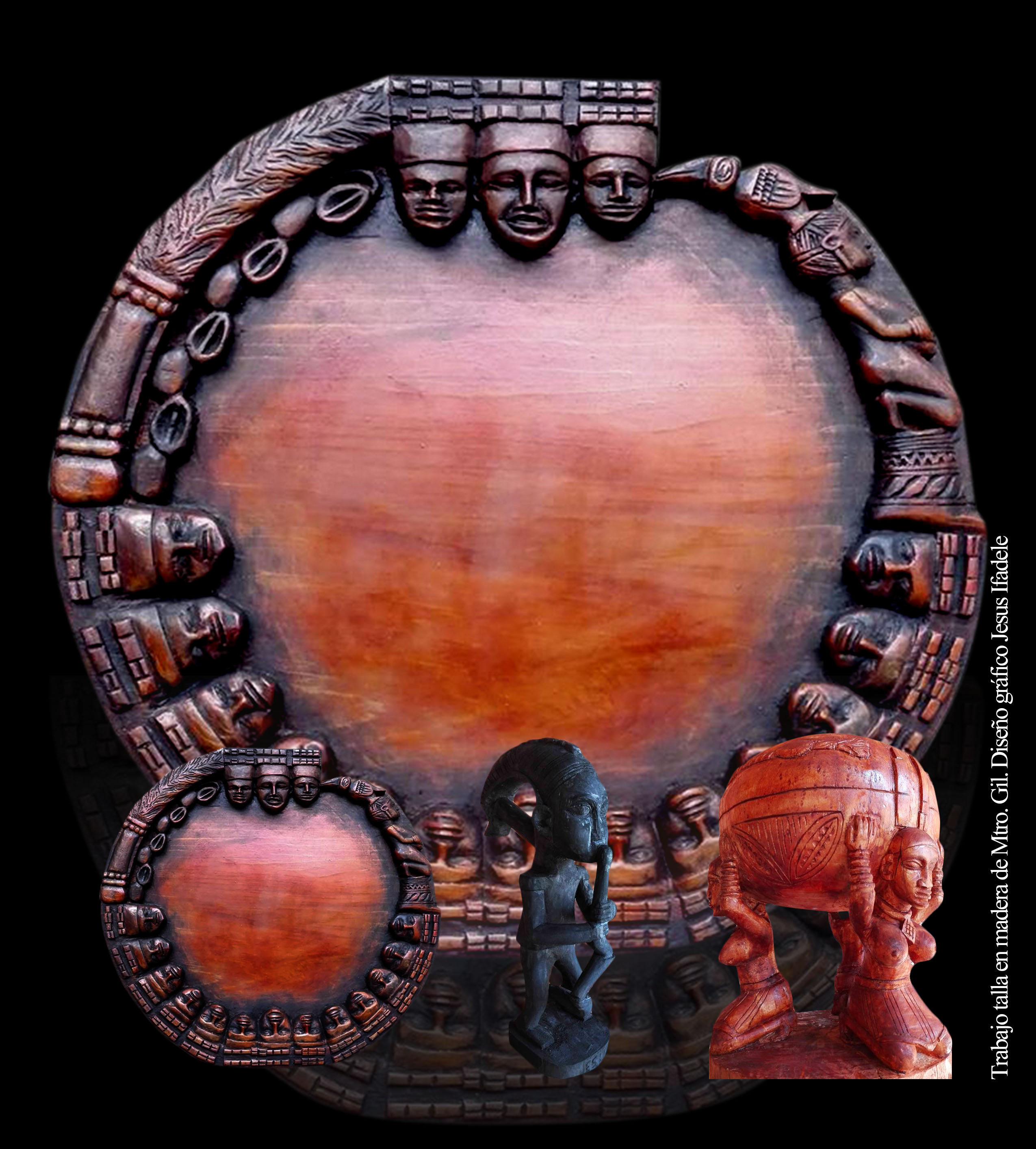
Opon Ifá

Iyalorixá sau Babalorixá sunt responsabili de inițierea Iaôs și de închinarea oricărui orixácreațiile așezate în templu, asistate de persoanele atribuite fiecărei funcții. Exemplu Babaojé care are grijă de partea Eguns și Babalosaim care este responsabil de frunze . 
Deși sunt de originedaomean, Nanã, Obaluaiyê, Iroko, Oxumarê și Yewá sunt adorate în casele națiunii Ketu, dar iao- urile inițiate sunt foarte rare. care sunt închinate în locuri separate de altele. 
Există orixasare au trăit pe pământ, cum ar fi Shango, Oyá, Ogun, Oxossi, au trăit și au murit, cei care au făcut parte din creația lumii au venit doar pentru a crea lumea și s-au retras în Orun, cazul lui Obatalá și alții au numit Orixá funfun (alb). 
Există orishas care sunt adorați de comunitate în copaci precum Iroko, Apaoká, orishas-urile individuale ale fiecărei persoane care face parte din orisha însăși și sunt legătura persoanei, inițiată cu zeitățile divinizate; adică, o persoană care este din Shango, orisa sa individuală, este o parte din acel Shango îndumnezeit, cu toate caracteristicile sau arhetipurile . 
Există multe discuții pe această temă: unii spun că orisha personală este o manifestare exterioară a Sinelui fiecăruia legată de orisha îndumnezeită, alții spun că este o întruchipare, dar este respins de mulți membri ai candomblé-ului, justificând că nici închinarea nu este Egungun este încorporarea, dar materializarea . Spiritele ( Eguns ) sunt expediate (eliminate) înainte de orice ceremonie sau inițiere candomblé. 

## În Africa
În Africa, fiecare orixá a fost legat inițial de un întreg oraș sau țară. Era o serie de culte regionale sau naționale. Sango în Oyo, Yemoja regiunea Egbá, Iyewa în Egbado, Ogun în Ekiti și Ondo, Osun în Ilesa, Osogbo și Ijebu Ode, Erínlè în Ilobu, Lógunnède în Ilesa,Otin en Inisa, Oșàálà-Obàtálá în Ifé subdivizat în Oșàlúfon în Ifo și Òșágiyan în Ejigbo. Realizarea ceremoniilor pentru Òrìsá (yoruba) este asigurată de preoții repartizați în tribul sau orașul lor. 
Orixás în religia yoruba   : 
- Exu, Orixá păzitor de temple, răscruce, pasaje, case, orașe și oameni, mesager divin al oracolelor.
- Ogun, Orixá fierului, al războiului, focului și tehnologiei.
- Oxóssi, Orixá de vânătoare.
- Logunedé, tânăr Orixá, vânătoare și pescuit.
- Shango, Orixá de foc și tunet, protector al dreptății.
- Ayrà, Usa albă, are legături profunde cu Oxalá și Xangô.
- Obaluaiyê, Orixá de boli epidermice și dăunători, Orixá da cură.
- Oxumaré, Orixá de ploaie și curcubee, Proprietarul șerpilor.
- Ossaim, Orixá al frunzelor, cunoaște secretul tuturor.
- Oyá sau Iansã, Orixá feminină pentru vânt, fulgere, furtuni și râul Niger.
- Oxum, Orixá feminină pentru râuri, aur, jocul scoicilor și dragoste.
- Iemanjá, Orixá femeie a lacurilor, mărilor și fertilității, mamă a multor Orixás.
- Nanã, femeie Orixá din mlaștini, și a morții, mama lui Obaluaiê.
- Yewá, femeia Orixá din râul Yewa.
- Obá, femeie Orixá din râul Oba, una dintre soțiile lui Xangô.
- Axabó, femeie Orixá din familia Xangô.
- Ibeji, Orixás gemeni.
- Iruco, Orixá din copacul sacru, (geamănă albă în Brazilia).
- Egungun, strămoș divinizat după moarte în diferite case.
- Iyami-Ajé, este sacralizarea figurii mamei, marea vrăjitoare.
- Onilé, Orixá al cultului lui Egungun.
- Oxalá, Orixá al Albului, pentru Pace, Credință.
- Obatalá sau Orixanlá, cel mai respectat, părintele a tuturor orixás, creatorul lumii și al corpurilor umane.
- Ifá sau Orunmila-Ifa, Ifá este purtătorul de cuvânt pentru Orunmila, Orixá al Divinației și Destinului.
- Odudua, Orixá a avut, de asemenea, ca creator al lumii și ca tată pe Oranian.
- Oranian, fiul cel mai mic al lui Orixá Odudua.
- Baiani, Orixá a mai numit Dada Ajaká .
- Olokun, Orixá zeitate a mării .
- Olossá, Orixá a lacurilor și lagunelor.
- Oxalufon, Calitatea Oxalá-ului vechi și înțelept.
- Oxaguian, Calitatea tinerilor și războinicului Oxalá.
- Orixá Oko, Orixá al agriculturii.

## În Brazilia

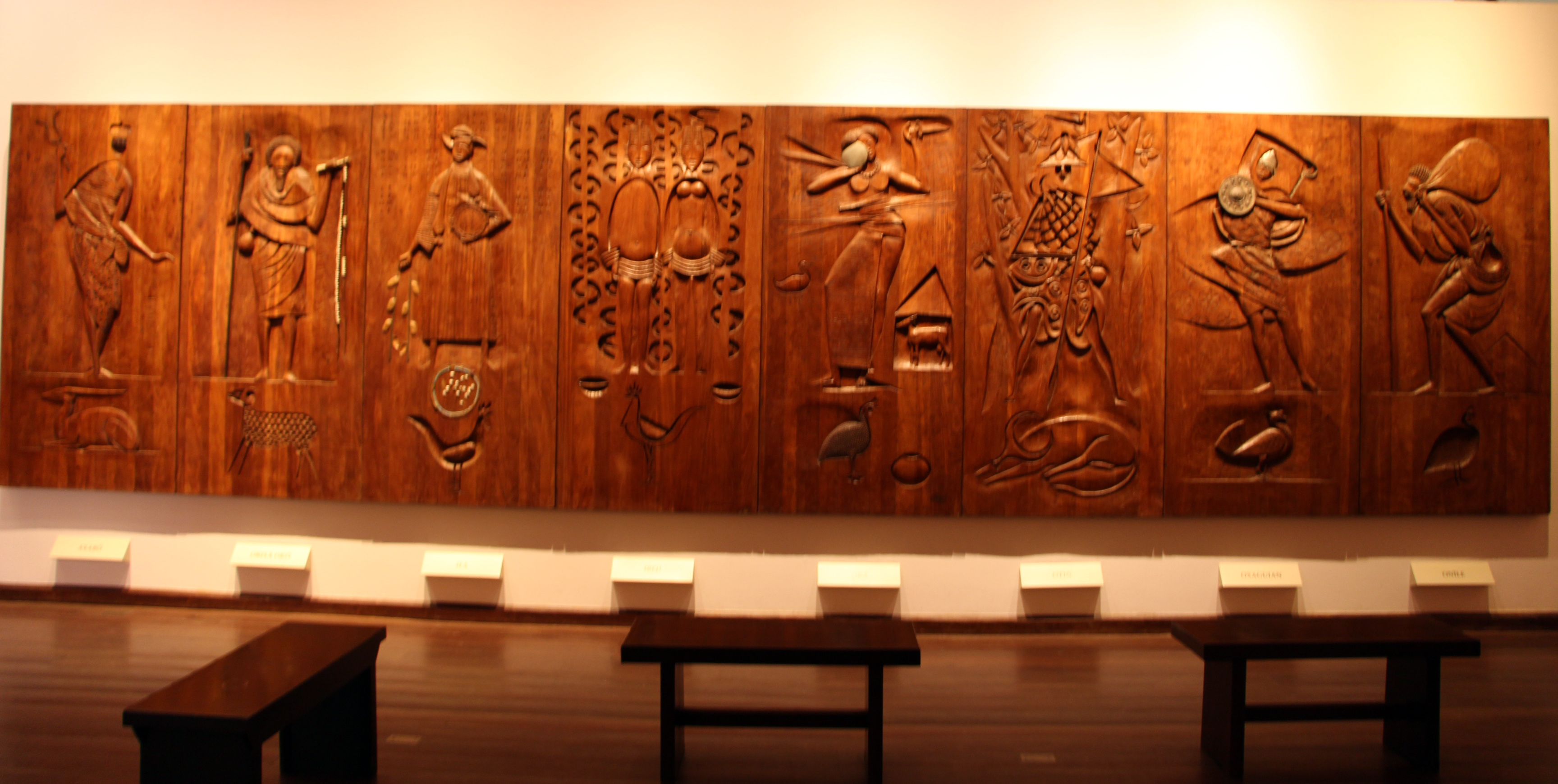
Sculpturi din Carybé la, Salvador.

În Brazilia, în fiecare templu religios, toate Orixás sunt divinizate. 

## Sculpturi din Carybé la Muzeul afro-brazilian, Salvador.

Galerie de sculpturi
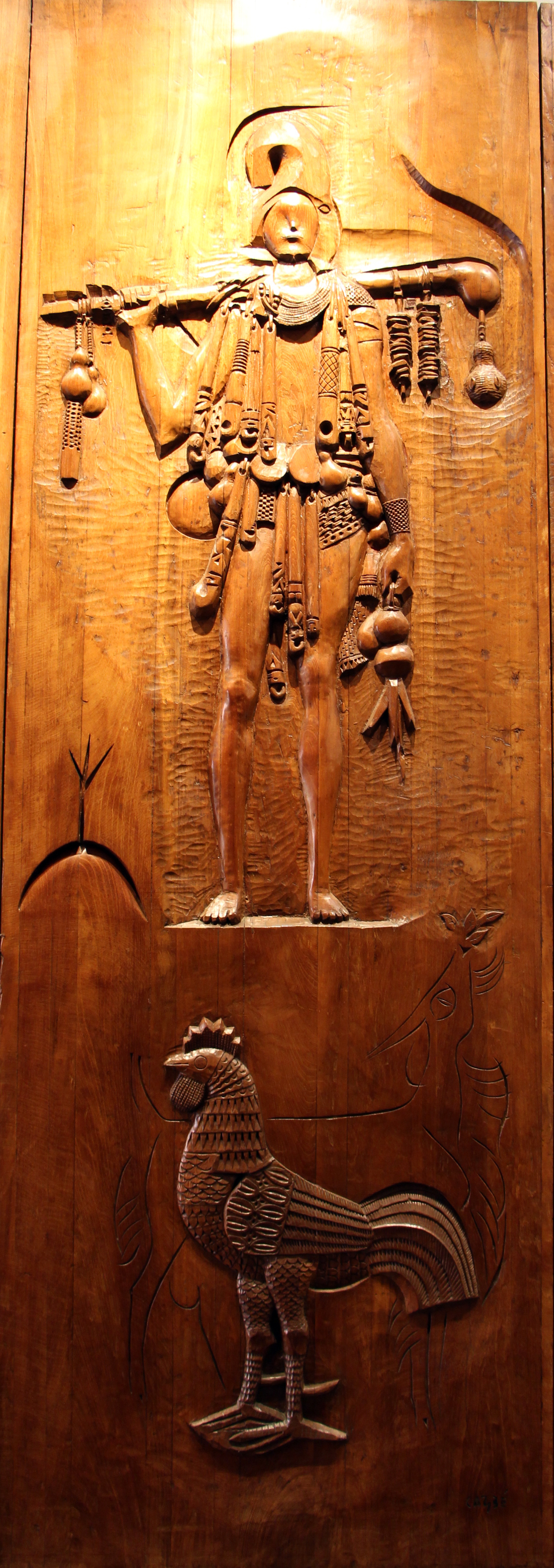
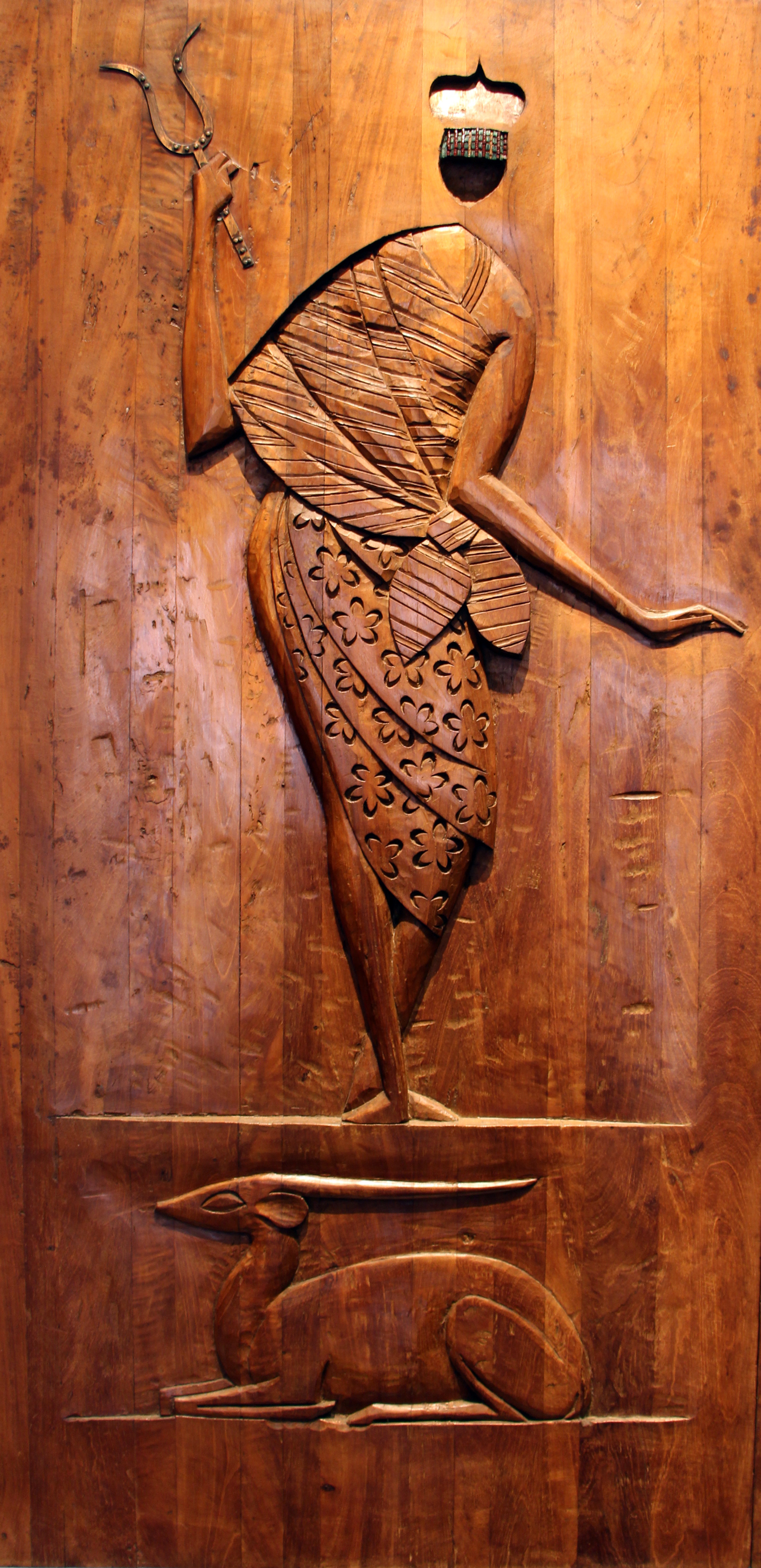
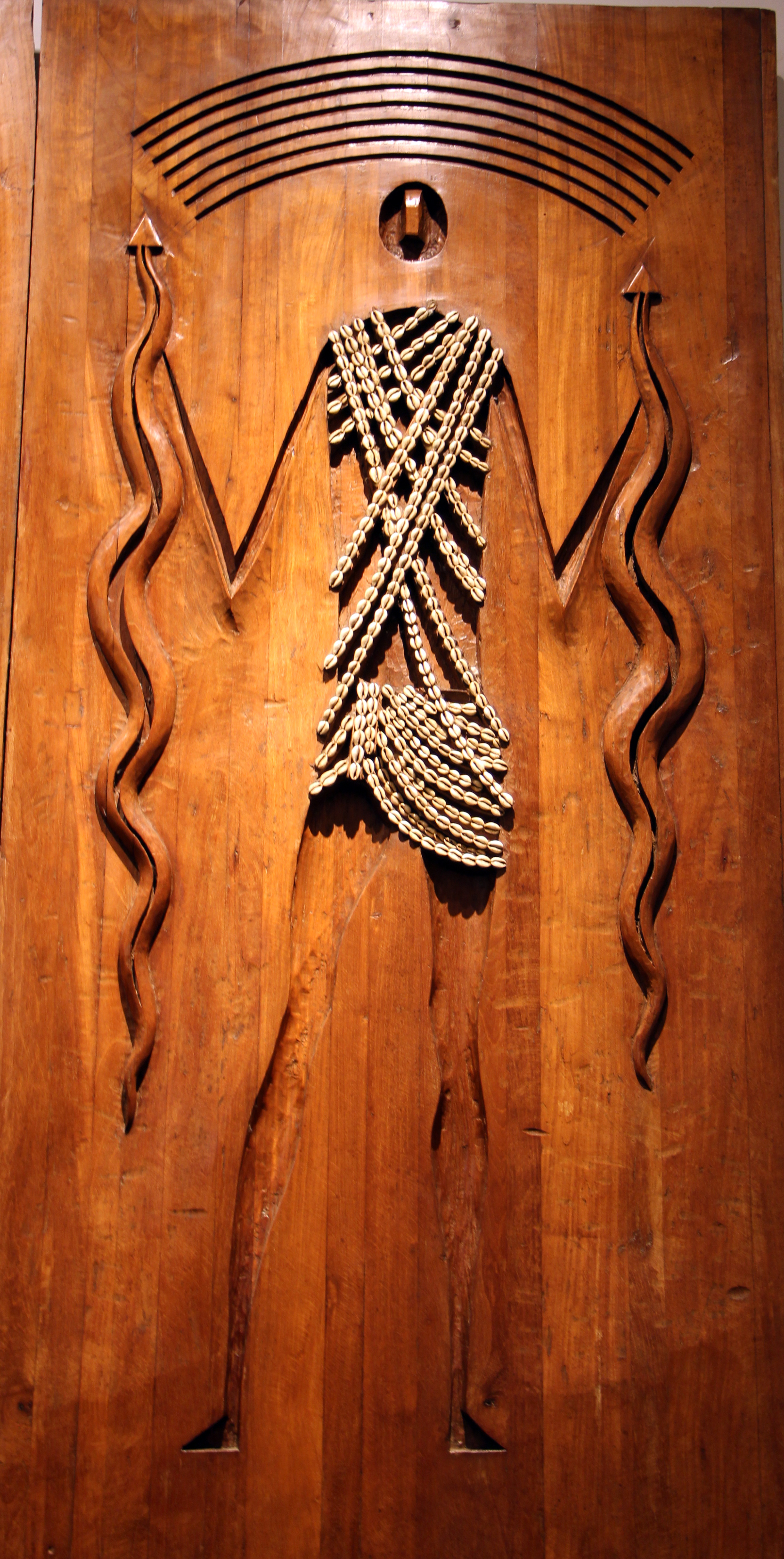
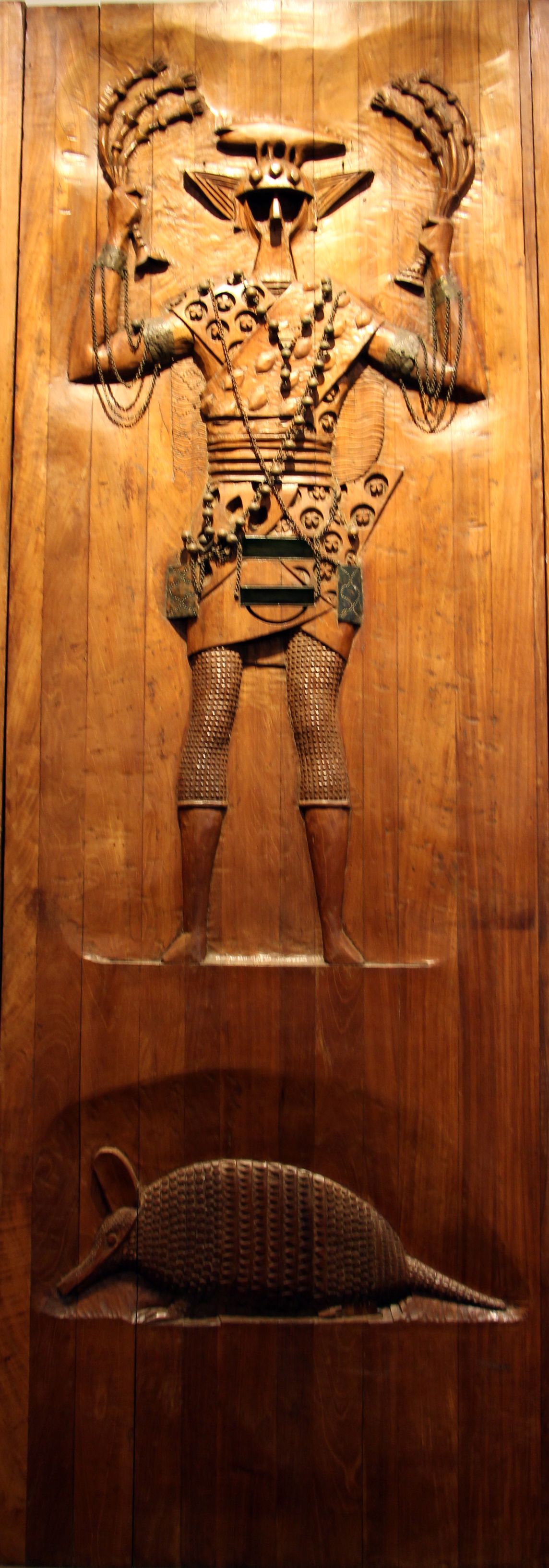
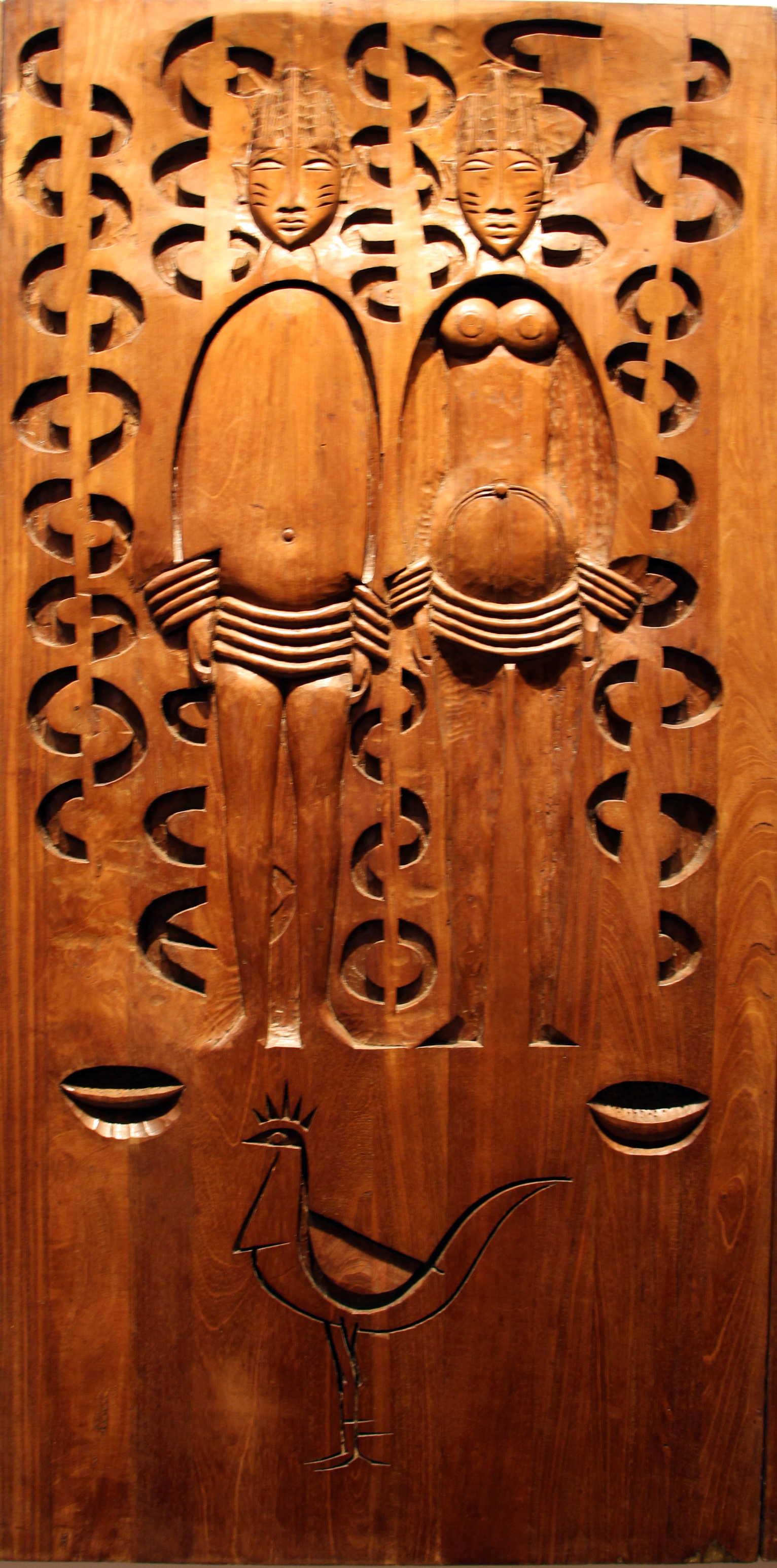
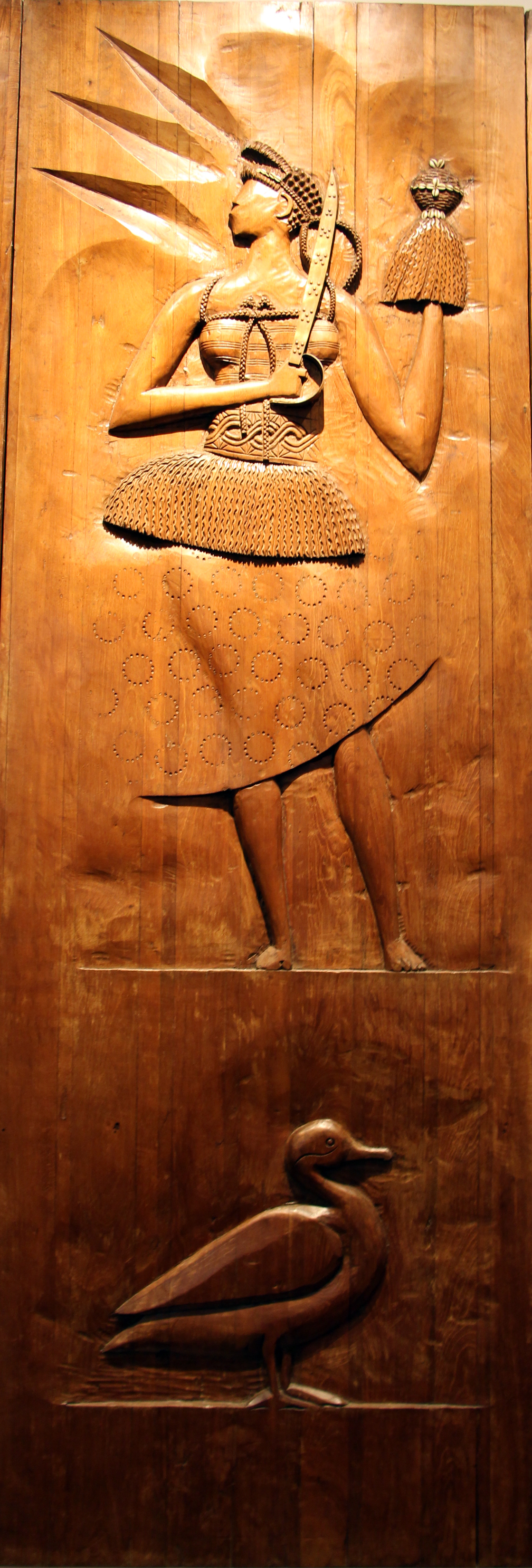
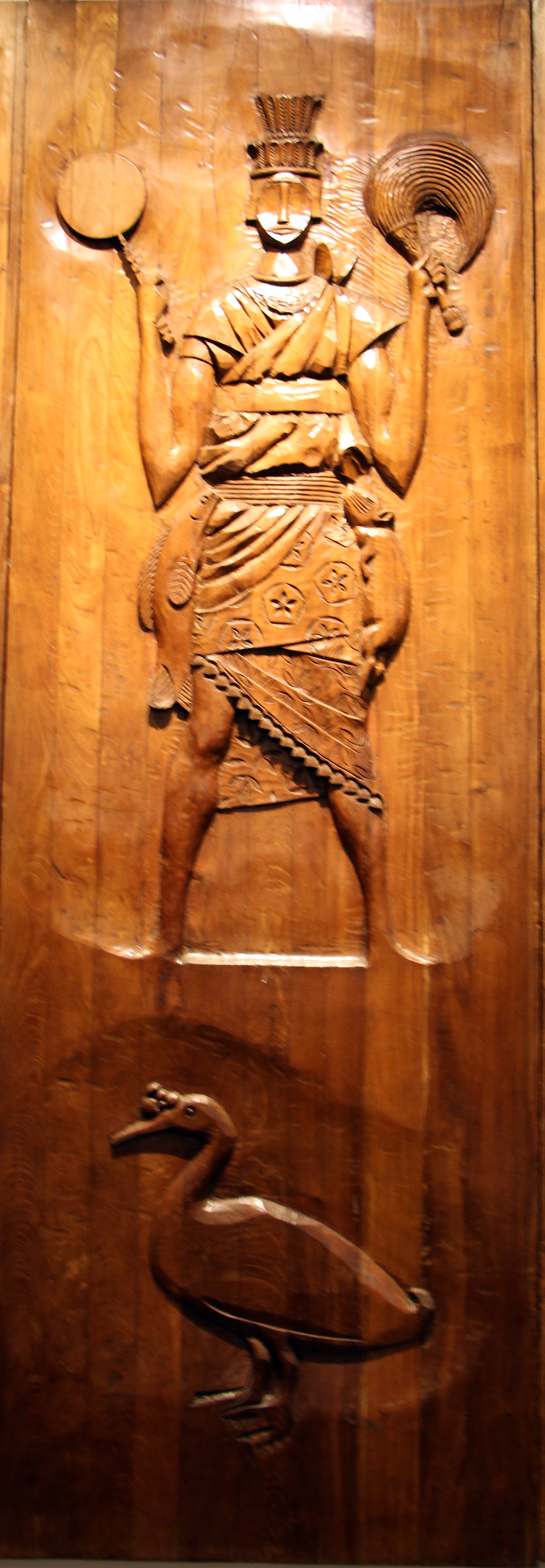
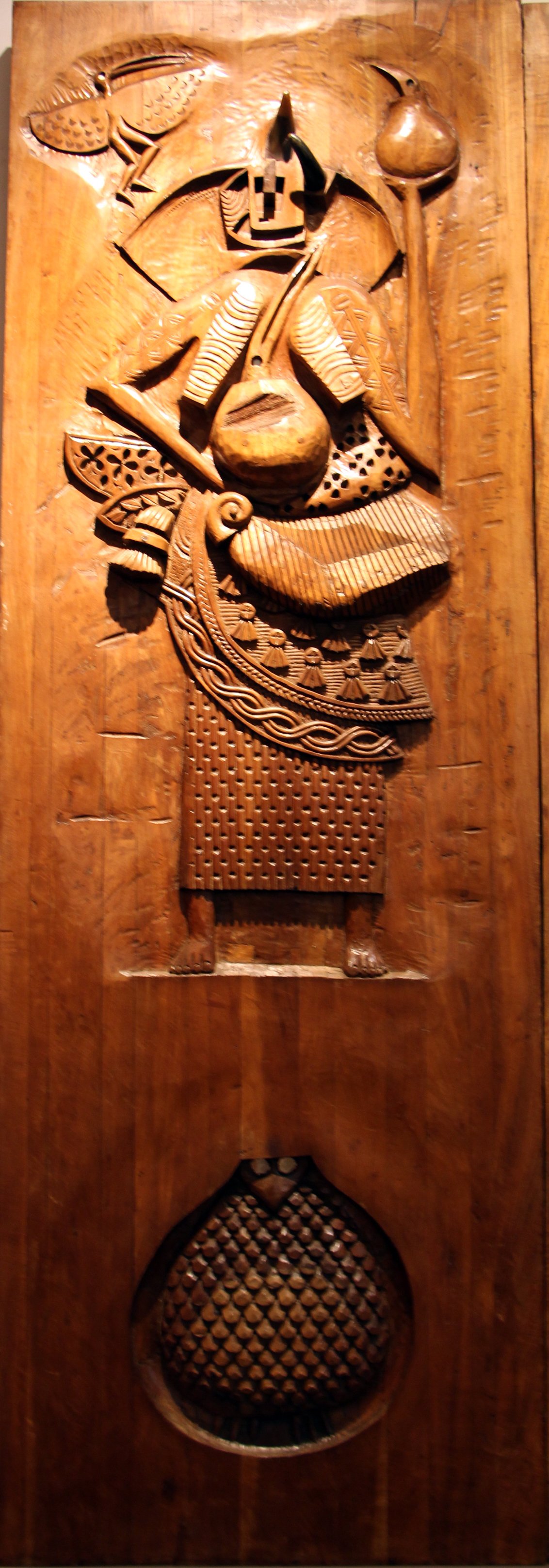
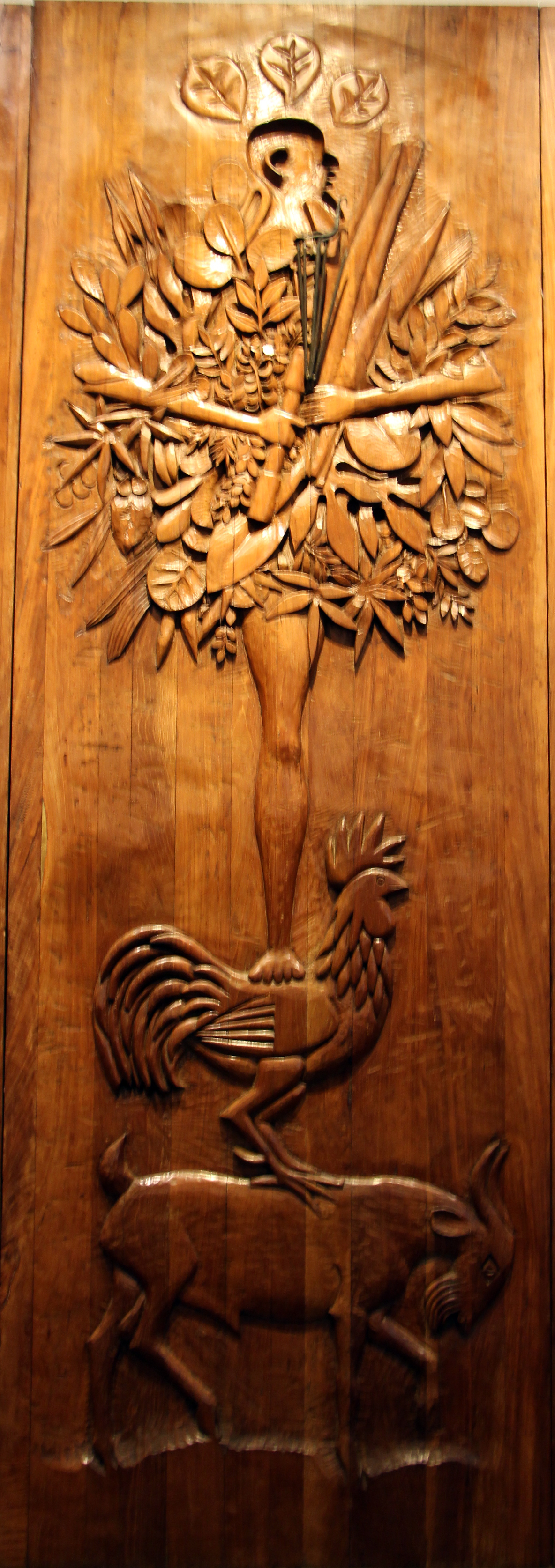
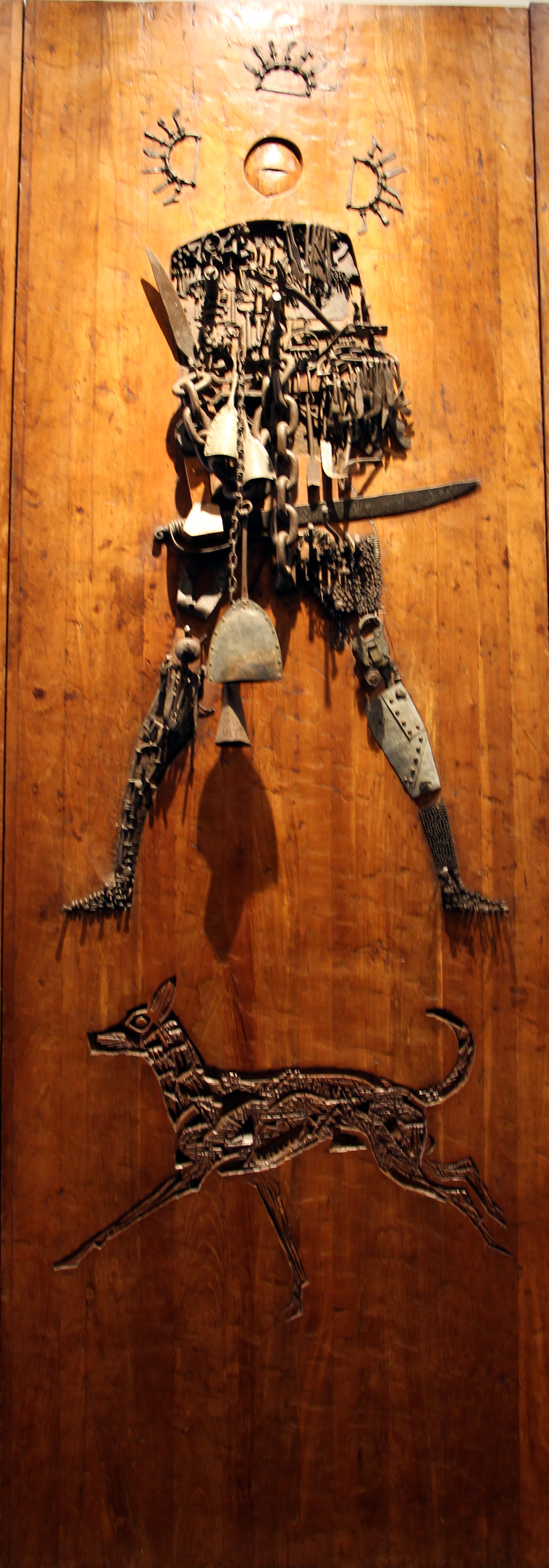
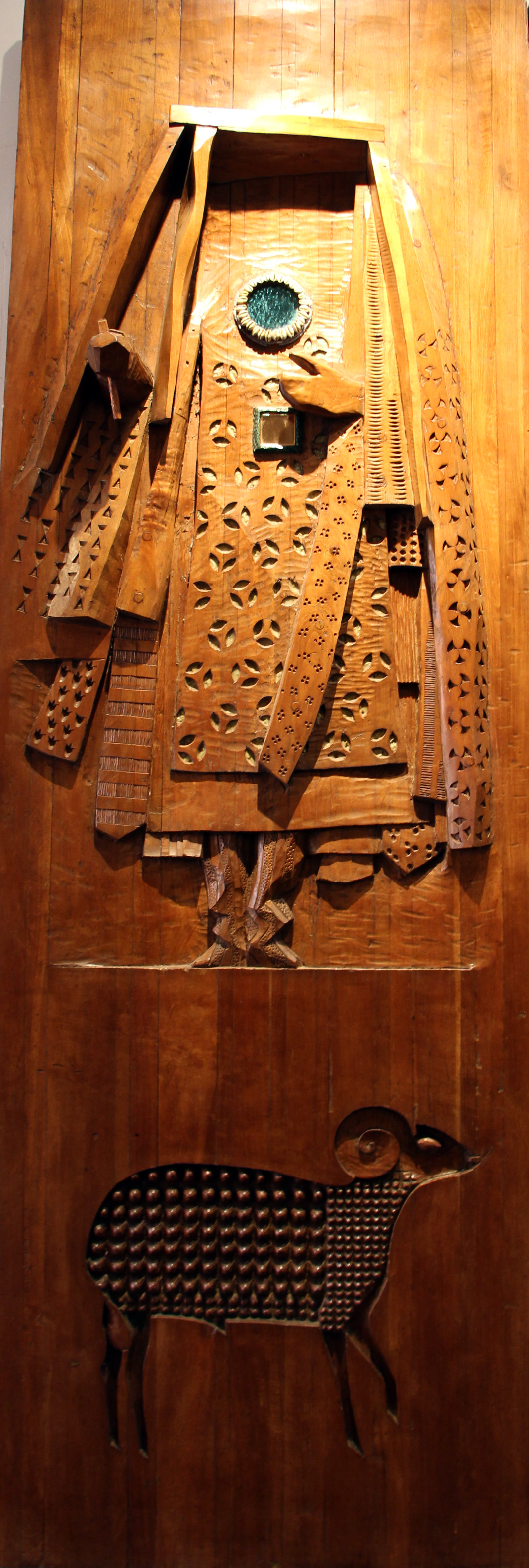